# ليفربول موسم 1892–93
كان موسم 1892–93 هو الموسم الأول في وجود نادي ليفربول لكرة القدم، وأول عام لهم في دوري لانكشاير وكأس الاتحاد الإنجليزي.